# Saint-Pierre-Colamine
Saint-Pierre-Colamine é uma comuna francesa na região administrativa de Auvérnia-Ródano-Alpes, no departamento Puy-de-Dôme. Estende-se por uma área de 16,64 km². Em 2010 a comuna tinha 253 habitantes (densidade: 15,2 hab./km²).